# Amtsgericht Apolda

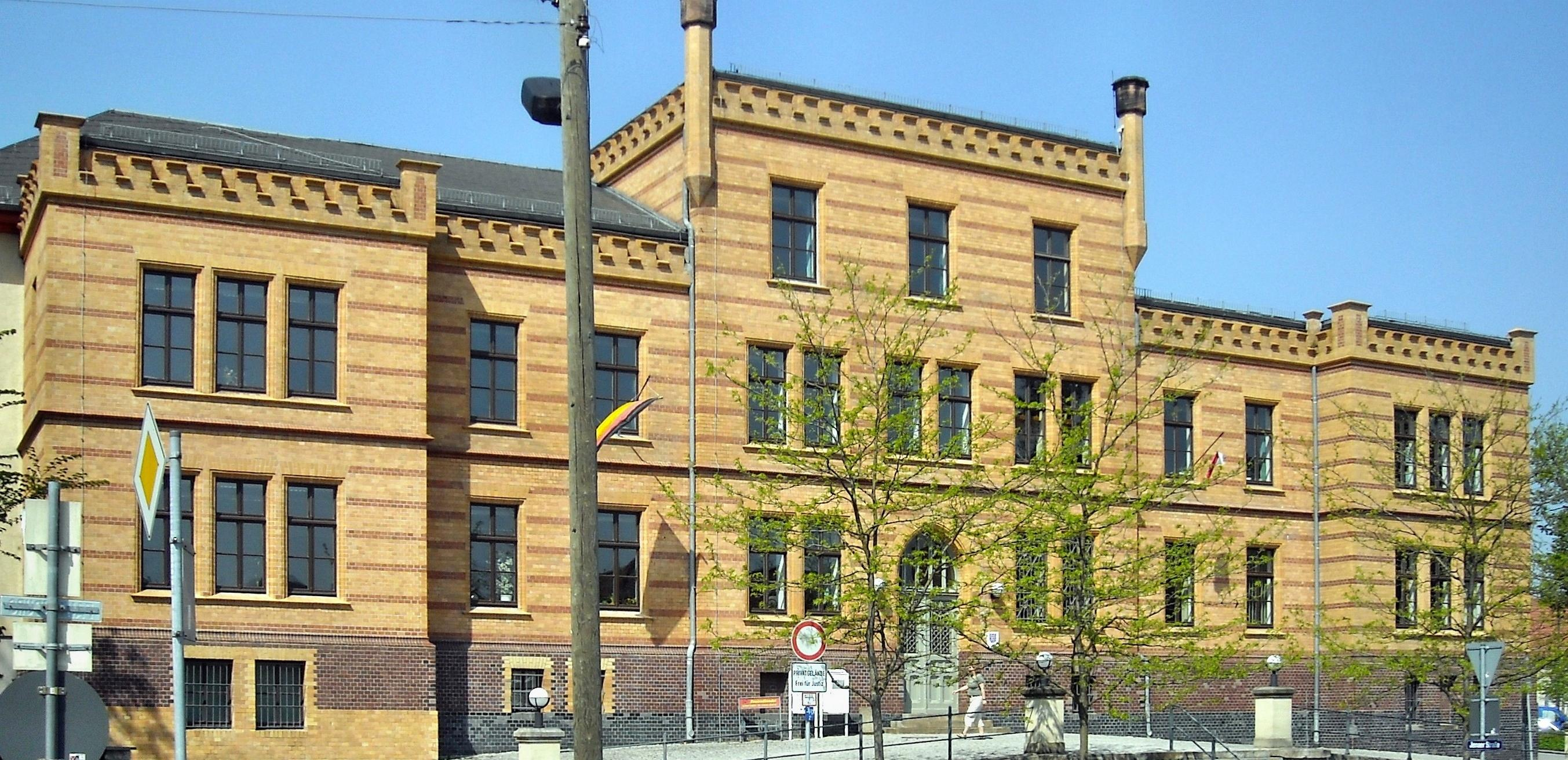
Gerichtsgebäude (2009)

Das Amtsgericht Apolda ist ein Amtsgericht in Apolda im Bereich des Landgerichtes Erfurt.

## Zuständigkeitsbereich
Das Amtsgericht Apolda ist zuständig in allen Bereichen der ordentlichen Gerichtsbarkeit für das gesamte Gebiet des ehemaligen Landkreises Apolda, der heute einen Teil des Landkreises Weimarer Land bildet. Dies betrifft die Gemeinden Apolda, Bad Sulza, Eberstedt, Großheringen, Ilmtal-Weinstraße, Niedertrebra, Obertrebra und Schmiedehausen.

## Gebäude
Das Amtsgericht Apolda befindet sich in Apolda in der Jenaer Straße 8.

## Geschichte
In der Folge der Revolution von 1848 kam es auch im Großherzogtum Sachsen-Weimar-Eisenach zu einer Reform des Staatsaufbaus. Justiz und Verwaltung wurden getrennt und die Patrimonialgerichte aufgehoben. So wurde für den Bezirk des bisherigen Amts Roßla das ausschließlich für die Rechtsprechung zuständige Justizamt Apolda geschaffen, dessen Bezirk folglich die damaligen Gemeinden Apolda, Bergsulza, Darnstedt, Dorfsulza, Eberstedt, Flurstedt,  Herressen, Heusdorf, Mattstedt, Nauendorf, Neustedt, Niederroßla, Niedertrebra, Oberndorf, Oberroßla, Obertrebra, Oßmannstedt, Rannstedt, Reisdorf, Schöten, Sonnendorf, Stadtsulza, Apolda, Wersdorf, Wickerstedt und Zottelstedt beinhaltete. Die Amtsorte Gebstedt (mit Gehöft Schwabsdorf), Ködderitzsch und Pfiffelbach wurden dem Justizamt Buttstädt angegliedert. Der Sitz des Justizamts befand sich durch die Verlegung von Niederroßla seit 1850 im Rathaus Apolda.
Mit Inkrafttreten des Gerichtsverfassungsgesetzes am 1. Oktober 1879 wurde das bisherige Justizamt zum Amtsgericht Apolda, nächsthöhere Instanz war das gleichzeitig errichtete Landgericht Weimar. Der Bezirk des Apoldaer Gerichtes wurde um die Orte Großheringen, Großromstedt, Hainichen, Hermstedt, Kleinromstedt, Kösnitz, Lachstedt, Pfuhlsborn, Stiebitz, Stobra, Utenbach, Wormstedt, Zimmern des aufgelösten Justizamts Dornburg erweitert. Von 1883 bis 1884 war Johannes Hunnius als Richter tätig.
Nachdem 1920 Sachsen-Weimar-Eisenach im Land Thüringen aufgegangen war, erweiterte die am 1. Oktober 1923 durchgeführte Justizreform den Amtsgerichtsbezirk Apolda um die Orte Rödigsdorf, Oberneusulza und Unterneusulza.
Seit 1. September 1949 war in Folge der Auflösung des Landgerichtes Weimar das Landgericht Erfurt die übergeordnete Instanz.